# Собківське лісництво
Со́бківське лісництво — структурний підрозділ Уманського лісового господарства Черкаського обласного управління лісового та мисливського господарства.
Офіс знаходиться в селі Собківка Уманського району Черкаської області.

## Лісовий фонд
Лісництво охоплює ліси східної частини Уманського району.
Сюди входить:
- Берестівецький ліс, ліс Ріжок, Староміський ліс, Білогрудівський ліс, Громівський ліс, Райківський ліс, урочище Білогрудівська Дача.

## Об'єкти природно-заповідного фонду
У віданні лісництва перебувають:
- Собківський ботанічний заказник
- ботанічна пам'ятка природи Віковий дуб